# Enchanted
Enchanted (bra: Encantada; prt: Uma História de Encantar) é um filme estadunidense de fantasia romântica, comédia romântica e musical live-action/animação de 2007, produzido pela Walt Disney Pictures com Barry Sonnenfeld e Josephson Entertainment. Escrito por Bill Kelly e dirigido por Kevin Lima, o filme é estrelado por Amy Adams, Patrick Dempsey, James Marsden, Timothy Spall, Idina Menzel, Rachel Covey e Susan Sarandon. O enredo centra-se em Giselle, um arquétipo da Disney Princesas, que é forçada a partir de seu mundo animado e fictício tradicional de Andalasia para o mundo real, a cidade de Nova York. Enchanted foi o primeiro filme da Disney a ser distribuído pela Walt Disney Studios Motion Pictures, em vez de Buena Vista Pictures Distribution.
O filme é, ao mesmo tempo, uma homenagem e uma auto-paródia convencional da Walt Disney Animated Classics, fazendo inúmeras referências ao passado e ao futuro da Disney e funciona através da combinação de cinema live-action, animação tradicional e imagens geradas por computador Em relação a auto-paródia, em vários momentos o filme faz piadas e parodia clichês encontrados em filmes de contos de fadas da Disney. Ele anuncia o retorno da animação tradicional para um longa-metragem da Disney após a decisão da empresa de se mover completamente para animação por computador em 2004. O compositor Alan Menken e o letrista Stephen Schwartz, que tinha escrito canções para filmes anteriores da Disney, produziram as canções de Enchanted, com Menken também compondo a sua trilha.
As sequências de animação foram produzidos na James Baxter Animation em Pasadena. As filmagens dos segmentos de ação ao vivo ocorreu em volta da cidade de Nova York. Ele estreou em 20 de outubro de 2007 no Festival de Cinema de Londres, antes de seu grande lançamento em 21 de novembro de 2007, nos Estados Unidos. Enchanted foi bem recebido pela crítica. Ele ganhou o Saturn Award de Melhor Filme de Fantasia de 2007, recebeu duas indicações nos Prêmios Globo de Ouro de 2008 e três indicações no Oscar 2008. O filme arrecadou mais de 340 milhões de dólares em todo o mundo em bilheteria.

## Sinopse
Tem início no reino animado de Andalasia, onde conhecemos a bela princesa Giselle, que se apaixonou por Edward, o príncipe do reino. Infelizmente, os planos de casamento dos dois são frustrados pela Rainha Narissa, a madrasta de Edward. Não querendo que seu enteado casasse, por medo de perder a coroa, ela usa suas práticas em magia negra para se transformar em uma velha e atrair Giselle no dia do seu casamento para o que ela chama de um poço dos desejos. Quando Giselle se aproxima do mesmo, ela é jogada lá dentro por Narissa, e vai parar no mundo real em plena Times Square como um ser humano de verdade.
Totalmente perdida em um mundo hostil, a inocente princesa acaba simpatizando o procurador de divórcios Robert. Com pena da jovem, ele a leva para seu apartamento com sua filha Morgan. Enquanto o cínico procurador e a inocente princesa começam a passar mais tempo juntos, eles previsivelmente começam a se apaixonar um pelo outro. Mas o que ela não sabe é que o príncipe Edward resolveu unir uma equipe de busca para recuperar sua noiva perdida, dentre os quais estão Nathaniel e Pip então eles também pulam no poço de Andalasia e vão parar em Nova York como um príncipe de verdade e sua corte real.

## Elenco
| Personagem         | Ator/Atriz      |
| ------------------ | --------------- |
| Giselle            | Amy Adams       |
| Robert             | Patrick Dempsey |
| Príncipe Edward    | James Marsden   |
| Nathaniel          | Timothy Spall   |
| Morgan             | Rachel Covey    |
| Rainha Narissa     | Susan Sarandon  |
| Nancy              | Idina Menzel    |
| Pip (voz)          | Jeff Bennett    |
| Narradora          | Julie Andrews   |
| Pássaro Azul (voz) | Emma Rose Lima  |
| Troll (voz)        | Fred Tatasciore |

Em Portugal, o personagem do príncipe Edward é dublado por Pedro Carvalho. Vozes adicionais ficaram a cargo de Sónia Brazão, André Gago, Paula Fonseca, Luís Lucas, Rita Alagão, Carlos Freixo, Joana Dinis e Raquel Ferreira

### Bilheteria
Enchanted arrecadou US$ 34 440 317 em seu primeiro fim de semana de exibição nos Estados Unidos ficando em primeiro lugar naquela semana de feriado de Ação de Graças. Na segunda semana de exibição teve uma grande queda de 52.4%, mas arrecadou US$ 16 403 316 continuando em primeiro lugar. Depois de 16 semanas em exibição o filme arrecadou um total de US$ 127 807 262 na América do Norte e US$ 212 680 390 em outros países, para um grande total mundial de US$ 340 487 652.

## Trilha sonora
| Críticas profissionais | Críticas profissionais |
| Avaliações da crítica  | Avaliações da crítica  |
| Fonte                  | Avaliação              |
| ---------------------- | ---------------------- |
| Soundtrack-Express     | [ 7 ]                  |

Encantada é a trilha sonora original do filme composta por Alan Menken com letras de Stephen Schwartz. Foi lançada em 20 de novembro de 2007 pela Walt Disney Records e contém 15 faixas, incluindo cinco músicas originais utilizadas na produção. Orquestrado por Kevin Kliesch, Troob Danny e Blake Neely, as músicas foram conduzidas por Michael Kosarin e executado pela Hollywood Studio Symphony. A canção "Ever Ever After" não foi lançada como um single, mas um videoclipe da canção foi feita e está incluído no CD. A canção de Rihanna "Pon De Replay" foi tocada no trailer do filme, mas essa música não foi incluída no CD.
| N.º | Título                                              | Duração |  |
| 1.  | "True Love's Kiss" (Amy Adams e James Marsden)      | 3:13    |  |
| 2.  | "Happy Working Song" (Amy Adams)                    | 2:11    |  |
| 3.  | "That's How You Know" (Amy Adams e Marlon Saunders) | 3:49    |  |
| 4.  | "So Close" (Jon McLaughlin)                         | 3:49    |  |
| 5.  | "Ever Ever After" (Carrie Underwood)                | 3:31    |  |
| 6.  | "Andalasia"                                         | 1:47    |  |
| 7.  | "Into the Well"                                     | 4:42    |  |
| 8.  | "Robert Says Goodbye"                               | 3:16    |  |
| 9.  | "Nathaniel and Pip"                                 | 4:03    |  |
| 10. | "Prince Edward's Search"                            | 2:24    |  |
| 11. | "Girls Go Shopping"                                 | 1:41    |  |
| 12. | "Narissa Arrives"                                   | 1:34    |  |
| 13. | "Storybook Ending"                                  | 10:44   |  |
| 14. | "Enchanted Suite"                                   | 4:36    |  |
| 15. | "That's Amore" (James Marsden)                      | 3:07    |  |

## Video game
Um video game baseado no filme foi lançado para Nintendo DS e para telefone celular em adição ao lançamento em Game Boy Advance do jogo intitulado Enchanted: Once Upon Andalasia, que mostra fatos ocorridos antes do filme original.